# Posten Bring

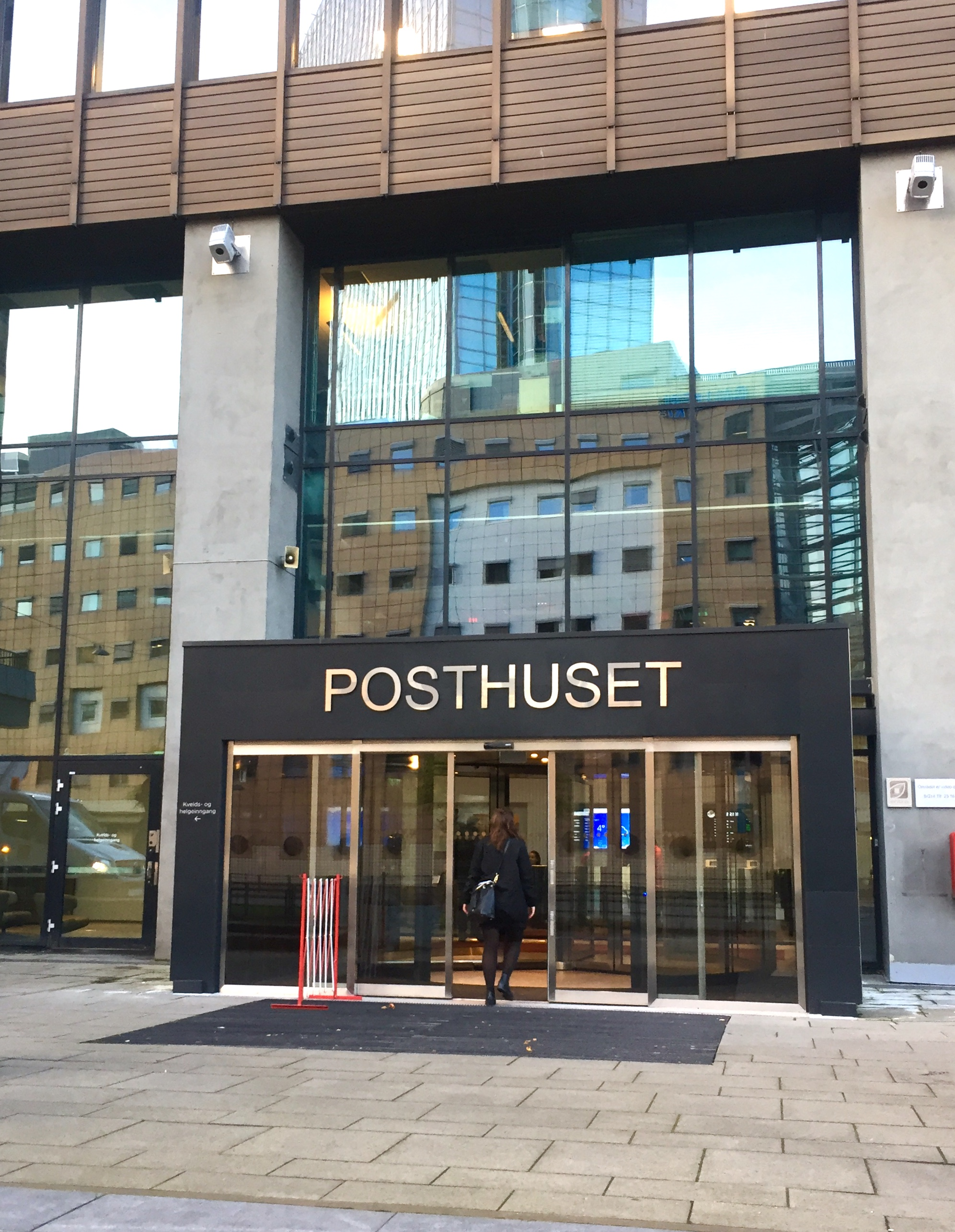
Posten Bring Hauptsitz in Oslo (sog.: Postgirobygget)

Posten Bring AS (ehemals: Posten Norge AS) ist ein norwegisches Staatsunternehmen mit Verantwortung für den Postdienst in Norwegen.

## Geschichte
Die Ursprünge des heutigen Unternehmens liegen im Jahr 1647. Der dänische Statthalter Hannibal Sehested gründete am 17. Januar 1647 das königlich norwegische Postwerk (norwegisch: Det kongelige norske Postverket). Dieses wurde zunächst bis 1719 privat und unter königlichen Privilegium geführt, bevor der Staat die Verantwortung übernahm. Die Post war in der Folge verschiedenen Ministerien nachgestellt. Durch die Anschaffung zweier Schiffe wurde die Postzuteilung im Jahr 1827 teilweise auf die See verlegt und vor allem die Lieferungen entlang der Küste und ins Ausland verbessert. Die Post beteiligte sich zudem am Bau der ersten Bahnstrecke Norwegens und verwendete ab Mitte des 19. Jahrhunderts auch Züge für die Postzustellung. Im Jahr 1903 wurde in Norwegen die erste Frankiermaschine weltweit in Gebrauch genommen, ab 1920 wurde die Post auch per Flugzeug transportiert. Im Jahr 1926 wurde eine Postdirektion gegründet, die 1933 den Namen Postverket erhielt.
Im Jahr 1993 wurde das Postverket in einen Verwaltungsbetrieb umgebildet, 1996 wurde es in eine staatliche Gesellschaftsform mit beschränkter Haftung umgewandelt und in Posten Norge BA umbenannt. Die Umwandlung in eine staatseigene Aktiengesellschaft sowie die Umfirmierung in Posten Norge AS erfolgte im Jahr 2002 per Beschluss des Nationalparlaments Storting. Ab dieser Zeit kaufte Posten Norge verschiedene Unternehmen auf, unter anderem auch die schwedische Citymail, die 2018 wieder verkauft wurde. Im Laufe des Jahres 2008 wurde die Marke Bring eingeführt.
Die Regierung Solberg legte im April 2015 einen Gesetzesvorschlag vor, der die Postauslieferungen an Samstagen stoppen sollte. Als Grund gab der damalige Verkehrsminister Ketil Solvik-Olsen an, dass an Samstagen etwa 75 Prozent weniger Post als an den restlichen Tagen verteilt würden. Das Gesetz trat im Frühjahr 2016 schließlich in Kraft. Ab 1. Januar 2016 fiel zudem die gesetzlich zugesicherte Monopolstellung für den Postbereich weg, wie es in einer Direktive der Europäischen Union aus dem Jahr 2008 gefordert wird.
Nach erfolgreicher Etablierung der Marke Bring in den vorangegangenen 15 Jahren wurde diese 2023 in den Firmennamen übernommen und so die Gesellschaft umbenannt in Posten Bring AS.

## Tätigkeit

Posten Bring ist neben der Postzustellung innerhalb Norwegens auch in der nationalen und internationalen Logistik tätig. Dabei bietet es unter anderem die Verpackung und Lagerung von Waren aus dem Internethandel an.
Hierbei tritt das Unternehmen innerhalb Norwegens im Privatkundenbereich und im Bereich von Post- und Paketzustellung unter dem Markennamen Posten in der Farbe rot auf. Im Geschäftskunden- und Logistikbereich sowie generell außerhalb Norwegens wird die Marke Bring mit der Farbe Grün verwendet.